# Owzyn-Nunatak
Der Owzyn-Nunatak (russisch Нунатак Овцына Nunatak Owzyna) ist ein Nunatak im ostantarktischen Mac-Robertson-Land. Er ist einer von mehreren Nunatakkern nordwestlich des Mount Woinarski in den Prince Charles Mountains.
Russische Wissenschaftler benannten ihn. Namensgeber ist der russische Polarforscher Dmitri Leontjewitsch Owzyn (1708–1757).